# Stoney & Meatloaf
Stoney & Meatloaf è il poco conosciuto album di debutto di Meat Loaf, pubblicato nel 1971, in collaborazione con la cantante Stoney (Shaun Murphy). Meat Loaf e Murphy si incontrarono mentre stavano registrando a Detroit il musical Hair.

## Tracce

### Versione originale del 1971
1. "(I'd Love to Be) As Heavy As Jesus" – 2:54 (Patti Jerome / Ralph Terrana / Mike Valvano)
2. "She Waits By The Window" – 4:07 (Mike Campbell / Ray Monette)
3. "It Takes All Kinds of People" – 2:23 (Jerome / Valvano)
4. "Game of Love" – 3:50 (Eki Renrut)
5. "Kiss Me Again" – 5:08 (Campbell / Monette)
6. "What You See Is What You Get" – 2:15 (Jerome / Valvano)
7. "Sunshine (Where's Heaven?)" – 3:02 (Terrana / Valvano)
8. "Jimmy Bell" – 3:48 (Public domain)
9. "Lady Be Mine" – 4:44 (Campbell / Monette)
10. "Jessica White" – 2:43 (Campbell / Monette)

### Versione pubblicata nel 1978 comeMeat Loaf featuring Stoney and Meatloaf
1. "Jimmy Bell" – 5:14 (Public domain)
2. "She Waits By The Window" – 4:07 (Campbell / Monette)
3. "It Takes All Kinds of People" – 2:23 	(Jerome / Valvano)
4. "Stone Heart" – 2:57 (Campbell / Monette)
5. "Who Is the Leader of the People?" – 4:15 (Nick Zesses / Dino Fekaris)
6. "What You See Is What You Get" – 2:15 (Jerome / Valvano)
7. "Kiss Me Again" – 4:14 (Campbell / Monette)
8. "Sunshine (Where's Heaven?)" – 3:02 (Terrana / Mike Valvano)
9. "Jessica White" – 2:43 (Campbell / Monette)
10. "Lady Be Mine" – 4:44 (Campbell / Monette)
11. "Everything Under the Sun" – 3:01 (Campbell / Monette)

## Componenti
- Voci: Meat Loaf, Stoney Murphy
- Voci dei cori: Mike Campbell, Telma Hopkins, Joyce Vincent
- Musica ad opera di The Funk Brothers, Scorpion (Bob Babbitt, Mike Campbell, Ray Monette and Andrew Smith) e Ralph Terrana

## Singoli tratti
- What You See Is What You Get (lato B Lady Be Mine [edit])
- It Takes All Kinds of People (lato B The Way You Do the Things You Do)

## Altre produzioni
L'album venne ripubblicato con una differente lista di tracce, con il titolo Featuring Stoney and Meat Loaf, prima nel 1978 e di nuovo nel 1986. Gli album contengono molte tracce dell'album originale. Oltre a tre nuove canzoni, qualche traccia dell'album originale appare in un'altra versione.